# Maďarsko na Letních olympijských hrách 1988
Maďarsko na Letních olympijských hrách v roce 1988 v jihokorejském Soulu reprezentovala výprava 188 sportovců (152 mužů a 36 žen) ve 20 sportech.

## Medailisté
| Medaile | Jméno                                                                               | Sport                | Soutěž                                         |
| ------- | ----------------------------------------------------------------------------------- | -------------------- | ---------------------------------------------- |
| Zlato   | Zsolt Gyulai                                                                        | Kanoistika           | Muži K1 500 m                                  |
| Zlato   | Attila Ábrahám Ferenc Csipes Zsolt Gyulai Sándor Hódosi                             | Kanoistika           | Muži K4 1000 m                                 |
| Zlato   | Imre Bujdosó László Csongrádi Imre Gedővári György Nébald Bence Szabó               | Šerm                 | Družstvo mužů šavle                            |
| Zlato   | János Martinek                                                                      | Moderní pětiboj      | Muži jednotlivci                               |
| Zlato   | János Martinek Attila Mizsér László Fábián                                          | Moderní pětiboj      | Družstvo mužů                                  |
| Zlato   | Zsolt Borkai                                                                        | Sportovní gymnastika | Muži kůň našíř                                 |
| Zlato   | József Szabó                                                                        | Plavání              | Muži 200 m prsa                                |
| Zlato   | Tamás Darnyi                                                                        | Plavání              | Muži 200 m polohový závod                      |
| Zlato   | Tamás Darnyi                                                                        | Plavání              | Muži 400 m polohový závod                      |
| Zlato   | Krisztina Egerszegiová                                                              | Plavání              | Ženy 200 m znak                                |
| Zlato   | András Sike                                                                         | Zápas                | muži, řecko-římský do 57 kg                    |
| Stříbro | Erika Géczi Rita Kőbán Erika Mészáros Éva Rakusz                                    | Kanoistika           | Ženy K4 500 m                                  |
| Stříbro | Károly Güttler                                                                      | Plavání              | Muži 100 m prsa                                |
| Stříbro | Krisztina Egerszegiová                                                              | Plavání              | Ženy 100 m znak                                |
| Stříbro | István Messzi                                                                       | Vzpírání             | Muži do 82½ kg                                 |
| Stříbro | József Jacsó                                                                        | Vzpírání             | Muži do 110 kg                                 |
| Stříbro | Tibor Komáromi                                                                      | Zápas                | muži, řecko-římský do 82 kg                    |
| Bronz   | Róbert Isaszegi                                                                     | Box                  | Muži váha lehká muší do 49 kg                  |
| Bronz   | Attila Ábrahám Ferenc Csipes                                                        | Kanoistika           | Muži K2 500 m                                  |
| Bronz   | István Busa Zsolt Érsek Róbert Gátai Pál Szekeres István Szelei                     | Šerm                 | Družstvo mužů fleret                           |
| Bronz   | Zsuzsa Jánosiová Edit Kovács Gertrúd Stefaneková Zsuzsanna Szőcsová Katalin Tuschák | Šerm                 | Družstvo žen fleret                            |
| Bronz   | Zoltán Kovács                                                                       | Sportovní střelba    | Muži 25 metrů rychlopalná pistole              |
| Bronz   | Attila Záhonyi                                                                      | Sportovní střelba    | Muži 50 metrů libovolná malorážka 60 ran vleže |